# 抗日神剧
抗日神剧是中国大陆网路文化对一类中国抗日战争历史题材电视剧的谑称，除基本戰爭元素外，有时还会還涵蓋武侠、爱情、偶像等元素。這類抗日剧被批判為严重脱离史实甚至违反科学常理、基本逻辑，以低俗、夸张、荒诞的剧情及抗日的政治正确路线哗众取宠；当中典型例子有利用步槍擊落飛機、主角徒手將日军士兵撕成兩半及以腳踢飛來襲的的砲彈子彈等。此类抗战剧集的播出导致部分观众对其他水平合格的二战题材影视也产生了「敬而远之」的心理。

## 特点
抗日神剧经常出现的过分夸张且超乎常理的怪诞情节，有时会出现抗战时期不存在的兵种、武器、技术、战略等。

### “战争游戏化”
八路军、新四军经常在战场上表现得像玩战争游戏一样轻松自在。

### “共军偶像化”
一些共军士兵和民间高手精通武功，能在战场上做出意想不到的动作打倒敌人，夸张程度接近超级英雄。几乎没有共军牺牲战死的情况，人人都是战争中的幸存者。同时过分夸大共军在抗日战争中的作用。就如 “手撕鬼子”，“现代装备”，“起死回生”或者用一些“神奇武器”如扑克牌或飞车。

### “国军懦夫化”
国军被描述为软弱无能、多管闲事、总帮倒忙，似乎整个抗日战争的功劳都归共军所有。如在《我的兄弟叫顺溜》中，国軍总是消极抗战。

### “日伪白痴化”
把日军、伪军、汉奸塑造成愚蠢、好色、贪婪且不堪一击的丑角。调戏“花姑娘”的日军士兵形象早已深入人心，有时这些缺点还会导致日军的作战计划泡汤。

## 背景
与其他类型的电视剧相比，抗日剧政治正确，由于抗日题材在中國大陸内受欢迎符合观众的口味，更容易通过中国政府的审查，拍摄难度低且投资少回报大。另一方面，在现代战争剧的制作中，以中华人民共和国参加的历次战争为题材的作品，极易引发政治问题和中华人民共和国政府对作品的封杀。以朝鲜战争为例，在2001年美国发生911事件后。有认为中国外交部为了避免激怒美國，直接对国内官方影视制作机构制作的朝鲜战争题材的电视剧予以封禁。之后这一题材的影视剧成为禁区，虽然朝鲜战争与911事件无任何关联，但这种政治封禁仍在中华人民共和国政府的缄默中持续了十多年。据报道，2016年中国中央电视台播出的电视剧《彭德怀元帅》仅因涉及朝鲜战争，尚需中国最高领导人习近平批准。
普遍認為抗日神劇的始祖是1989年播出的中国大陸電影《人奶魔巢》，當中創造了大部分當代抗日神劇都包含的成分，例如中國人都身懷絕世武功、射出的子彈會無故爆炸、日軍「花式死法」（指多種五花八門的死因）、劇情轉折突兀、台詞粗製濫造等。

## 内容

### 劇情
抗日神剧剧情被批不嚴肅。《武工隊傳奇》出現小泉纯一郎、武田信玄、日本漫画《BLEACH》男主角黑崎一護等人的簽名；《黎明之眼》中，慰安妇姐姐与日军弟弟乱伦后认出弟弟。而对此媒体称抗日神剧的导演多来自港台。《异镇》中出现“名偵探柯南”的設定：“老子今年二十八了”（实际该角色为侏儒症患者，且原型疑似为八路军士兵李安甫）；《满山打鬼子》中小孩们使用弹弓作为武器，出品方斥“用弹弓灭敌”是造谣。《東北抗日聯軍》中，日本的傀儡政權滿洲國自稱為「偽‘满洲国’」；《燃烧》中加入海贼王等日本漫画元素，编剧表示写得太土没人看。甚至還出現日本恐怖電影《午夜凶铃》角色貞子。

### 超常技能（被戲稱「奇技」）
抗日神剧中，中国的一方往往出現超乎常人的技能。在《永不磨灭的番号》的第34集裡，营长孙成海向天上扔了一颗手榴弹擊中一架飞行中的日军飞机，被取為“用手榴弹打飛機”；《铁道游击队》游击队员自行车技可以在荒野中如履平地，更可以碾压敌人；《一起打鬼子》因“裤裆裡掏出手榴弹”等離奇剧情引发网络热议，被国家新闻出版广电总局暂时停播调查处理。更有特种兵以有若武俠片的招式杀敌。《抗日奇侠》中，出现抗日战士将日军士兵徒手撕成两半的情节，被冠作“横店名菜”、“手撕鬼子”；《箭在弦上》中抗日女兵被日军奸污后裤子自动穿上连发数箭射死所有日军；《利箭行动》中主角可以在枪林弹雨裡毫发无损地穿行，还以一次掷一把飞刀的技能成片杀伤敌人。2015年的电视剧《地雷战》中出现了“肩扛土炮”的情节。

### 台词
同时抗日神剧也被批評有夸张夸大的台词。实际多为字幕错误或有人在剧照上恶意添加字幕。如《向着炮火前进》中“八百米开外，干掉鬼子机枪手”；“我就是要用石头把飞机打下来”（实际为引爆山崖上的炸药，利用碎石将在山崖附近盘旋的飞机打下来。而非扔石头上天，将飞机砸下来。）。也有的台词不合逻辑，“我爷爷九岁就被鬼子杀了”因離譜而被網友大量转发（实际上“我爷爷九岁就被鬼子杀了”是李毅吧中的某网友回覆，但被人添加到《抗日奇侠》的剧照当中。）；还有“同志们，八年抗战开始了”“同志们，抗日战争已经第七个年头了，还有最后一年，大家一定不要放弃”等突兀的預言詞（实际上“同志们，八年抗战开始了”“同志们，抗日战争已经第七个年头了，还有最后一年，大家一定不要放弃”等台词的出处是电视剧《情深深雨蒙蒙》，但被某些网友添加到其他抗日剧的剧照上。）。

### 装备
为了达到演出效果或由于无法获得描述时期的装备，此类剧会使用一些现代化的装备，但实际上不会出现所在的时期中。例如電動加特林机枪、AK47、59式主战坦克等。时间背景在1938年的作品《孤岛飞鹰》出现波波沙冲锋枪（1940年初步在苏联部队实验，1941年正式列装）、M92手枪（1975年出现）、M3冲锋枪（1943年正式在美军部队列装）；时间背景在1944年的作品《国际大营救》出现日军使用解放牌货车和59式坦克，甚至出現劇中的日本軍官乘坐以1993年式大众捷达改裝的敞篷車。
有些抗日剧中甚至出现不可思议的武器，如《敌后便衣队传奇》中就出现能吃能炸的包子雷。《海上孟府》中则出现现实中完全不存在的坦克型号谢尔曼M1。

## 出现原因
编剧汪海林认为，对于大量低质量抗战影视剧的涌现的原因主要有：成本低导致的制作粗糙；战争题材剧集受观众喜爱。而抗战题材影视剧相比抗美援朝、对印战争、对越战争和第二次國共內戰等其他战争题材的影视剧容易通过政府审查，所以导致了抗战题材影视剧的开发过度，在加上市场要求新的剧集必须出奇出新，各种奇怪的情节就出现了。抗战神剧的编剧、导演很多是习惯武侠剧、动作片制作的导演、编辑，他们在制作抗战剧是使用了大量他们熟悉的动作片的创作模式和习惯，导致了剧情的夸张。
《北京之春》主編胡平曾表示：「只要政治上不犯錯，抗戰劇本怎麼亂編都無所謂。」

## 批评
在官媒上，抗日神剧被新华社指出此類劇把日軍演出过於弱智、腦殘，以歷史、民族等方面指責。在民間，此類劇也招致中國大陸網友、日本網友的揶揄，还激起抗战老兵的反感。老兵称战争极其残酷，极为反感這類电视劇。
因部分抗日神剧尺度过大，中国新闻出版广电总局对抗日神剧进行调查处理。广电总局对各卫视提出要求，对抗日剧进行重审，对过度娱乐化的抗战剧进行修改，停播尺度过大的抗日剧。

## 延伸阅读
- 岩田宇伯.  . 日本国: パブリブ. 2018-05. ISBN 9784908468230 （日语）.